# Grotte des Perrats
Die Grotte des Perrats ist eine prähistorische Fundstätte im Südwesten Frankreichs, 23 Kilometer nordöstlich von Angoulême. Die Höhle liegt im Gebiet der Gemeinde Agris im Département Charente (Region Nouvelle-Aquitaine). In ihr wurde 1981 der Helm von Agris entdeckt.

## Geographie
Der auf 83 Meter Meerhöhe liegende Eingang zur Höhle befindet sich im nordöstlichen, rechten Talhang der Bellone, eines zeitweilig trockenfallenden rechten Nebenflusses der Tardoire. Nur unweit weiter nördlich liegt die Gemarkung Les Cosses am Südwestrand vom Forst Forêt de Quatre Vaux, der auf 137 Meter kulminiert. Nach dem im Südwesten gelegenen Pont d’Agris sind es knapp 2,5 Kilometer. Der Zugang zur Höhle erfolgt über die D 175 von Pont d’Agris in Richtung Quatre Vaux.

## Beschreibung
Die Höhle besitzt einen Hauptsaal, von dem ein nur wenig verzweigtes Gangnetz mit einer Gesamtlänge von zirka 300 Meter ausgeht. Der Hauptsaal erstreckt sich in Ost-West-Richtung und ist 27 Meter lang. Sein Westende wurde ab dem Mittelalter von Tonsedimenten immer mehr verengt und schließlich ganz verstopft. Der Hauptsaal öffnete ursprünglich über einen nach Südosten versetzten Portalvorbau zur Außenwelt, der aber im 13./14. Jahrhundert einstürzte. Bis 2002 blieb dieser Zugang von einem Schutthaufen bedeckt. Der Hauptsaal hatte einst noch einen dritten Zugang über einen 14 Meter langen Gang (Galerie R. Ballout), der aber bereits spätestens seit der Mittleren Bronzezeit vollkommen verschüttet ist.
Vom Hauptsaal aus kann in Ostrichtung mittels eines kleinen Ganges ein weiterer kleinerer Saal erreicht werden. Dieser Seitensaal ist der Ausgangspunkt für das ins tiefere Innere führende Gangnetz. Dieses Gangnetz verzweigt sich in zwei größere, in Nordwestrichtung verlaufende Äste. Der Seitensaal dürfte ebenfalls einst zwei oder drei eigene Eingänge östlich des Hauptportals gehabt haben. Auch sie sind heute vollständig von kolluvialen Sedimenten des anschließenden Plateaus verstopft.

## Geologie
Die Grotte des Perrats hat sich in mitteljurassischen Kalksedimenten des nördlichen Aquitanischen Beckens gebildet, genauer in Kalken des Calloviums. Die flach liegenden Kalke sind feinkörnig bis sublithographisch, grau bis cremig weiß gefärbt, leicht tonhaltig, bioturbat und recht fossilreich (Cephalopoden und Lamellibranchien). Sie führen teilweise schwarze Hornsteinknollen. Die Höhle gehört geologisch zum Karst von La Rochefoucauld.

## Geschichte
Die Grotte des Perrats wurde am 1. Mai 1981 von Höhlenforschern des Vereins für Höhlenforschung von La Rochefoucauld (Association de Recherches Spéléologiques de La Rochefoucauld) entdeckt. Am 9. und 10. Mai 1981 wurden zwei zusammenhängende Vorderteile des Helms von Agris geborgen, die im Auswurfhaufen eines Dachsbaus im Zentralraum der Höhle steckten. Noch im selben Jahr wurde daraufhin eine Rettungsgrabung organisiert. Zwischen 1982 und 1994 wurde der Innenbereich der Höhle einer intensiven, planmäßigen Forschungsgrabung unterzogen.
Nach einer nahezu achtjährigen Pause wurden im Jahr 2002 die planmäßigen Ausgrabungen wieder aufgenommen, die bis 2008 andauern sollten. Sie konzentrierten sich jetzt aber auf den Eingangsbereich der Höhle.
Entdeckt wurden eine latènezeitliche Steinmauer mit davorliegendem Graben, die offensichtlich den Zutritt zur Höhle verhindern sollten. Es wird vermutet, dass die Höhle wahrscheinlich bis zum frühen römischen Kaiserreich als Sanktuarium diente.

## Funde
Die Höhle war bereits ab dem Mesolithikum, während der Bronzezeit, der Eisenzeit, der gallorömischen Epoche und noch bis ins klassische Mittelalter benutzt worden. Im 13. oder 14. Jahrhundert war dann der Eingang eingestürzt, so dass der Zutritt zur Höhle verschlossen wurde. Die Stratigraphie der Höhle – eine der bedeutendsten postpaläolithischen Stratigraphien Westfrankreichs – dokumentiert eine mehr als 8.000 Jahre dauernde Benutzung.

### Mesolithikum
Unter den in der Höhle entdeckten Knochenresten konnten am Eingangsportal mindestens acht Skelette während des Mesolithikums lebender Personen identifiziert werden, darunter fünf Erwachsene und drei Kinder. Alle Anzeichen deuten auf Kannibalismus. So waren die Knochen bewusst aufgeschlagen und das Knochenmark entfernt worden. Eine minutiöse Untersuchung der Knochen zeigte eindeutig, dass ihr Zustand nicht auf irgendwelche sekundäre Ursachen zurückzuführen war – wie beispielsweise eine Einwirkung von Raubtieren, das Eindrücken durch Sedimentauflast oder das etwaige Herabstürzen von Felsblöcken. Lange Knochen waren an mehreren Stellen zerbrochen worden, aber auch Kürzere blieben nicht verschont. Die Schädel waren eingeschlagen, um an ihren Inhalt zu gelangen. Für den Archäologen Bruno Boulestin handelt es sich hier eindeutig um eine gezielte Schlächterei, deren einziges Ziel das Knochenmark und die Gehirnmasse waren.

### Neolithikum
An mehreren Stellen im Hauptsaal und in der Galerie R. Balloux wurden Feuerstellen sowie vom Feuer gerötetes, mit Holzkohle vermischtes Material entdeckt. Radiokohlenstoffdatierungen ergaben hierfür Mittleres Neolithikum. Es lassen sich zwei Benutzungsphasen unterscheiden – eine in der ersten Hälfte des 5. Jahrtausends v. Chr. und die zweite im letzten Drittel desselben Jahrtausends. Ferner fanden sich am Portal menschliche Reste, – leider ohne Artefakte – die mittels C-14 auf die zweite Hälfte des 4. Jahrtausends v. Chr. datiert werden konnten.
Im Jahr 2004 wurde im Eingangsbereich vollkommen unerwartet ein Mehrfachgrab freigelegt, das auf 4000 v. Chr. datiert wurde. Es vervollständigt somit das bisher gewonnene Bild des Neolithikums und liefert ferner wichtige Informationen zu den Bestattungsriten im zentralen Westfrankreich während des Mittleren Neolithikums.

### Bronzezeit

#### Frühe Bronzezeit
In der frühen Bronzezeit wurde die Höhle ausschließlich als kollektive, recht kompliziert organisierte Grabstätte benutzt. Die Verteilung der Knochenreste war nicht homogen erfolgt und außerdem von Tierknochen und anderem Material begleitet. Dennoch lässt sich eine selektive Verteilung erkennen – so wurden beispielsweise Schädel, Oberschenkel und Oberarmknochen im Hauptsaal in Richtung Eingang teils in kleineren Gruben deponiert. Ferner lassen sich mehrere rituelle Schnittspuren an den Knochen erkennen.

#### Mittlere Bronzezeit
In der mittleren Bronzezeit sind zwei unterschiedliche Benutzungsweisen der Höhle erkennbar. Ihre Grabstättenfunktion setzte sich in der älteren Mittelbronze jetzt im östlichen Seitensaal fort. Leider wurden hier später große Umlagerungen vorgenommen.
Der Hauptsaal wurde indes als Wohnbereich benutzt, wobei sich vier Phasen erkennen lassen. Die ältere Phase entspricht der Periode B von Reinecke (Mittlere Mittelbronze) und wird durch zahlreiche Installationen gekennzeichnet. So wurden Böden, Schalungen, Gräben und Pfahlungen eingezogen, außerdem fanden sich mehrere bedeutende Speichervasen. Auch Pferdegeschirre, hergestellt aus Hirschgeweih, stammen aus dieser Phase. Die beiden folgenden Phasen sind wenig aufschlussreich – abgesehen von Verschlägen am Eingangsportal. Die jüngste Phase zeichnet sich durch metallurgische Aktivitäten aus. Gefunden wurden im Eingangsbereich eine muschelförmige Gussform sowie mehrere Schmelzstücke aus Rohbronze, die offensichtlich zum Wiedereinschmelzen zerbrochen worden waren.
Keramikfunde und Bernsteinperlen verweisen auf die Duffaits-Kultur.

#### Späte Bronzezeit
Die Späte Bronzezeit IIa bzw. Ha B1 erscheint nur im Hauptsaal. Ihre archäologische Schicht ist recht dünn und arm an Funden – was eine sporadische Nutzung erahnen lässt. Die Spätbronze IIb bzw. Ha B2/3 hat hingegen bedeutende Keramiken geliefert – darunter zwei mit Zeichen gravierte Schüsseln – sowie eine große Anzahl von Metallobjekten.

### Latènezeit

#### Frühlatène

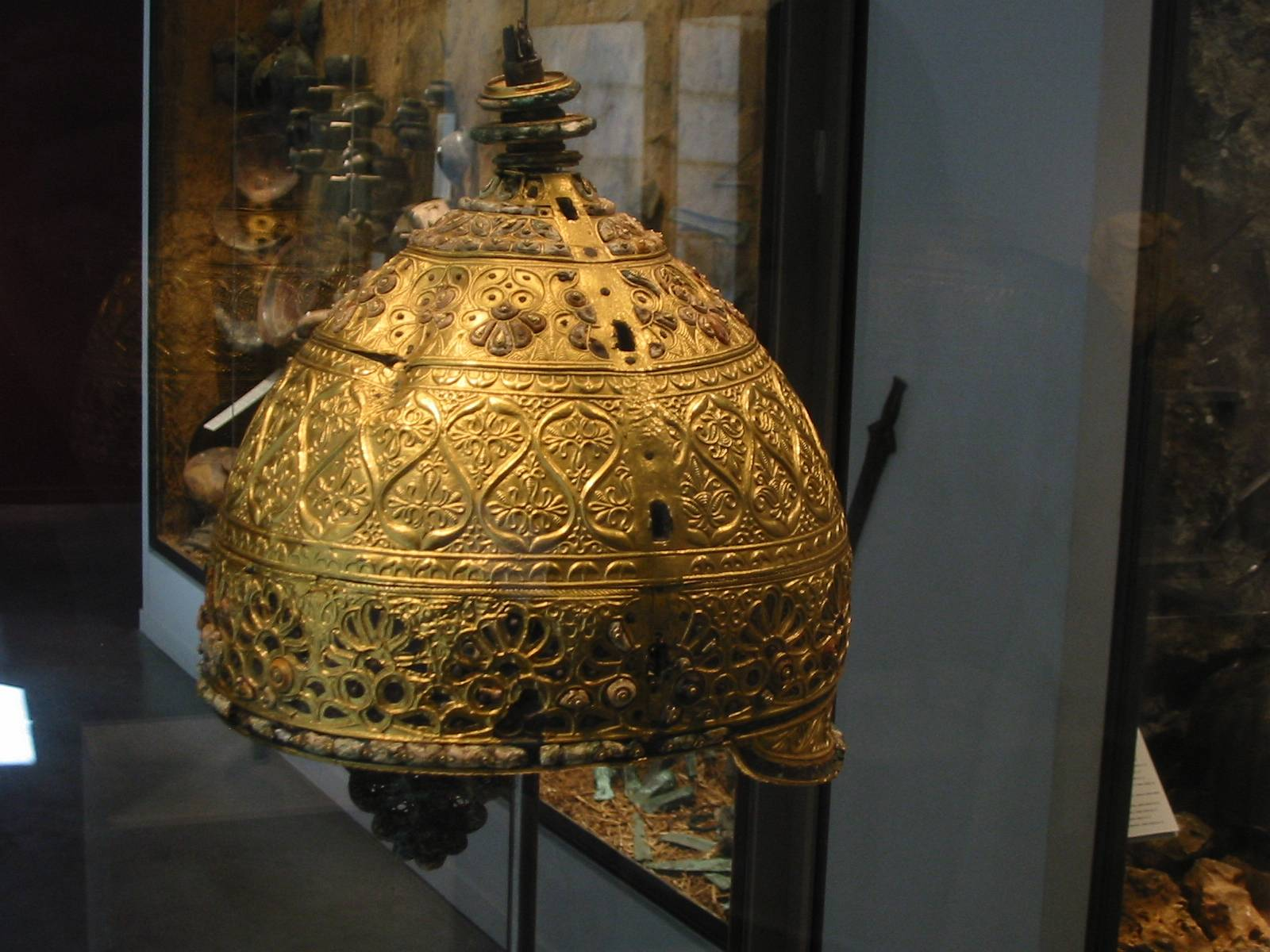
Der Helm von Agris – linke Seitenansicht

Aus Frühlatène B2/C1 stammt der in der Höhle gefundene, vergoldete, keltische Prunkhelm von Agris. In ihrer Arbeit aus dem Jahr 2010 kamen Gomez de Soto and Stephane Verger aufgrund der Gesamtornamentik zur Schlussfolgerung, dass der Helm während des zweiten Viertels oder in der Mitte des 4. vorchristlichen Jahrhunderts, d. h. kurz vor 350 v. Chr. hergestellt worden war. Darüber hinaus nennenswert sind Keramikfunde, zum Teil bemalt, eine Bronzefibel des Dux-Typus, die Reste zweier Eisenfibeln und ein halber Bronzering, der als Schwertscheidenhalterung diente.
Im Eingangsbereich wurde eine 4 Meter in die Tiefe reichende, horizontale Plattform angelegt, wobei die vorangegangenen Siedlungsspuren der Bronzezeit  mitsamt den periglazialen Ablagerungen abgetragen wurden. Vor dieser Plattform wurde eine mit Lehm und Stroh verfüllte Natursteinmauer hochgezogen, die den Eingang bis auf einen zentral gelegenen, abnehmbaren Türverschluss vollkommen versperrte. Vor der Mauer wurde außerdem im 3. Jahrhundert v. Chr. ein bis zu 1,30 Meter tiefer Graben ausgehoben, der dann später wieder verschüttet wurde.
Aufgrund des Prunkhelmfunds und der baulichen Veränderungen wird angenommen, dass die Grotte des Perrats während Frühlatène eine religiöse Funktion erfüllte.

#### Mittellatène
Diese religiöse Funktion der Höhle setzte sich auch in Mittellatène C2 weiter fort, jedoch unter anderen Voraussetzungen. Als Artefakten fanden sich Keramik und Eisenwerkzeuge. Die Höhle wurde sodann bis Spätlatène (zirka 150 bis 100 v. Chr.) weiter benutzt.

### Gallo-römische Epoche
Die Grotte des Perrats wurde auch während der gallo-römischen Epoche aufgesucht, die Seltenheit von Funden legt jedoch eine nur sporadische Benutzung nahe.

### Mittelalter
Die Höhle wurde mehrmals während des Mittelalters behaust bzw. benutzt. Die älteste Phase hinterließ einige wenige Artefakte aus der späten Merowingerzeit (um 750 n. Chr.). Kennzeichnend sind sehr aufwendig gearbeitete Schmuckstücke, einige Luxusgegenstände und sehr viele Glasreste.
Während der Karolingerzeit und während des 10. und 11. Jahrhunderts war die Höhle vollkommen neu hergerichtet worden. Der Zutritt wurde jetzt durch Steinmauern auf einen engen Gang verengt, an dessen Ende sich wahrscheinlich eine verschließbare Tür befand. Vor dieser Struktur wurde später zusätzlich noch eine Holzpalisade erstellt, die ebenfalls mit einer Eingangstür versehen war. Ihre Basis wurde von Steinen abgesichert. Die zahlreichen zurückgelassenen Gegenstände lassen die Gegenwart bewaffneter Ritter vermuten, die womöglich von hier aus den umliegenden Forst kontrollierten. Zwischen dem 13. Jahrhundert und dem Beginn der Neuzeit war schließlich das Eingangsportal eingestürzt und hatte die Höhle verschlossen.